# Le Train Bleu (ristorante)

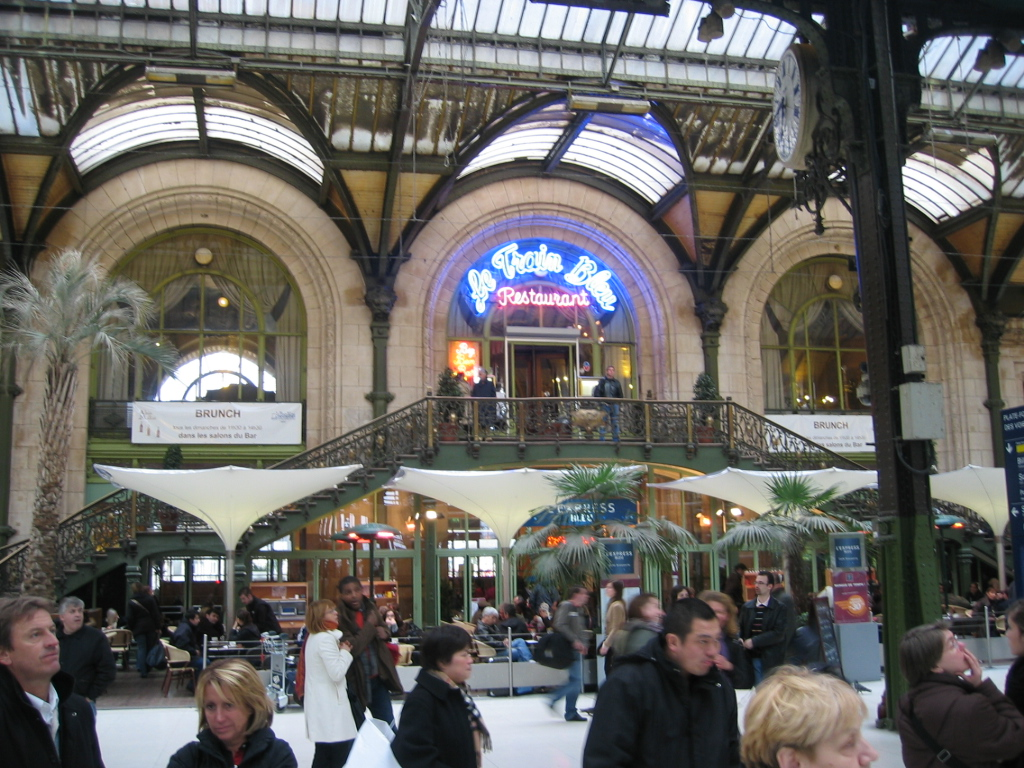
L'entrata del ristorante dalla Gare de Lyon

Le Train bleu è un famoso ristorante parigino sito nella Gare de Lyon, nel XII arrondissement di Parigi.

## Storia
Il ristorante venne costruito in previsione dell'esposizione universale del 1900 per la Compagnie des chemins de fer de Paris à Lyon et à la Méditerranée, venendo inaugurato con il nome "Le Buffet de la Gare de Lyon" il 7 aprile 1901 dal Presidente della Repubblica francese Émile Loubet.
Venne rinominato in "Le Train Bleu" nel 1963 per celebrare lo storico treno “Paris-Vintimille”.

## Le Train bleu al cinema
- In viaggio con la zia (Travels with My Aunt), regia di George Cukor (1972)
- La maman et la putain, regia di Jean Eustache (1973)
- Nikita, regia di Luc Besson (1990)
- Place Vendôme, regia di Nicole Garcia (1998)
- Filles uniques, regia di Pierre Jolivet (2003)
- Anthony Zimmer, regia di Jérôme Salle (2005)
- Mr. Bean's Holiday, regia di Steve Bendelack (2007)
- L'esplosivo piano di Bazil (Micmacs à tire-larigot), regia di Jean-Pierre Jeunet (2009)